# Un inverno freddissimo
Un inverno freddissimo è un romanzo della scrittrice italiana Fausta Cialente, pubblicato per la prima volta nel 1966.

## Trama
Milano, inverno 1946-1947. Camilla con la sua famiglia si prepara ad affrontare il secondo inverno del dopoguerra. Entrati come abusivi in una grande soffitta, divenuti quindi regolari inquilini, i membri del gruppo hanno sistemato lo stanzone con pareti divisorie di stuoia, in modo che ognuno abbia un po' di intimità. La famiglia si dovrebbe definire allargata perché vivono con Camilla i tre figli (Alba, Lalla e Guido), oltre a un figlio adulto e sposato di sua sorella e, per finire, Regina e Nicoletta, rispettivamente fidanzata e figlia dell'altro nipote adulto, Nicola. La guerra aveva riunito tutti loro a casa della nonna, in campagna, ma ora gli studi dei ragazzi e il lavoro di Alba e Arrigo impongono di vivere in città. Il cibo non manca, ci sono anche servizi igienici sul ballatoio, ma il pensiero del freddo è sempre presente, tanto più che Regina allatta la sua bimba di meno di sei mesi.
A tenere compagnia e consigliare c'è Enzo, alloggiato in una stanza attigua allo stanzone. Egli è un vero amico e con il tempo si innamora della dolce Regina, ragazza madre che sta tentando di far riconoscere la paternità di Nicola (prematuramente morto) per la sua piccina. Tuttavia le persone sono assai turbate da vari problemi: Camilla è stata abbandonata dal marito senza spiegazioni e non sa come comportarsi di fronte a questo distacco; Arrigo lavora molto, ma non guadagna abbastanza per tenere una casa sua con Milena, sua moglie; infine Alba, attratta da un ideale di agiatezza (impensabile con lo stipendio che percepisce come impiegata), si rende sempre meno  disponibile a condividere la vita familiare e un giorno si allontana definitivamente, accampando la scusa di un trasferimento lavorativo.
Nel frattempo, la madre di Camilla si è ammalata e ha chiamato la propria figlia, sentendo che le resta poco da vivere. Qui Camilla è raggiunta da una lettera di Alba, la quale dichiara di voler vivere a modo suo e non vuole essere cercata. È un brutto colpo per tutti, anche perché la giovane aveva chiesto denaro all'amica di Camilla, Matelda. Camilla decide di assecondare la figlia, anche se tutti pensano che si stia mettendo su una cattiva strada. È proprio ciò che succede: alloggiata da una "amica", Alba è coinvolta in incontri equivoci con uomini adulti, ma quando sta per concretizzarsi la vera natura del suo nuovo stato, ha la fortuna di incontrare un ragazzo (Sandro) che, impressionato e innamorato, vuole ricondurla a casa. I due annunciano telefonicamente il loro arrivo, ma non giungeranno mai, perché un crudele destino li farà morire entrambi in un incidente nella nebbia.
Camilla ha appena sepolto la madre e sta tornando alla soffitta, quando le notizie su Alba le rovinano addosso. Enzo, all'ospedale, aveva a lungo parlato con lo zio di Sandro e conosceva ogni particolare, ma anche l'uomo era prostrato per la morte del nipote, suo unico affetto. Funerali, lutto, altro periodo in campagna sono le tappe che Camilla non riesce a sopportare, benché con il suo coraggio abbia fatto fronte ad altri drammi. In campagna lei ha un amico, detto "Il Rosso", che la consiglia e aiuta, ma non si spinge più oltre di fronte allo smarrimento della donna. Finché un giorno, Lalla arriva d'improvviso con un uomo e una bambina: dopo un attimo di stupore, Camilla riconosce il marito Dario e capisce che è padre della piccola. Lalla sembra felice del ritorno del padre, in seguito andrà a vivere temporaneamente con lui e l'uomo ha quel denaro di cui tutti hanno bisogno.
Ma la prima reazione di Camilla è di profondo rancore e non esita a cacciarlo: poi, su consiglio di Enzo, gli imporrà il mantenimento dei figli. Lei non può dimenticare che, se lui fosse stato presente, Alba non avrebbe preso quella strada di morte. Nemmeno può pensare che la piccola Paula Raquel possa prendere il posto della giovane sottratta ai suoi cari. Così decide di trasferirsi per sempre in campagna con Guido; Arrigo e Milena trovano un alloggio e Regina sposa Enzo, che inoltre farà venire i suoi genitori dall'Egitto. Le soffitte sono con rimpianto abbandonate. Eppure ora Camilla non ha più motivo di respingere il Rosso e un bel mattino, con la primavera alle porte, comprende che una vita e un amore tranquilli cureranno le sue ferite.

## Personaggi
- Camilla, donna non più giovane, al centro di una famiglia articolata. Ha tre figli ed è stata abbandonata dal marito, senza spiegazioni: questo è un peso sociale perché le impedisce di legalizzare un altro (ipotetico) legame.
- Alba, primogenita di Camilla, è maggiorenne, lavora in un ufficio. Di carattere difficile, è apertamente scontenta della sua condizione.
- Lalla, 14 anni, secondogenita di Camilla, studia e ambisce a diventare scrittrice.
- Guido, 12 anni, ultimo figlio di Camilla, studia e ha la passione del teatro e del cinema.
- Arrigo, figlio di Anna, defunta sorella di Camilla. È orfano anche di padre. Violinista, insegna musica e cerca di fare carriera da orchestrale, con scarsi risultati.
- Milena, moglie di Arrigo, perennemente scontenta. È nata in Francia da genitori italiani e, ritornata in patria allo scoppio della seconda guerra mondiale, continua a ritenersi parigina.
- Nicola, fratello di Arrigo, maestro elementare, dapprima ha aderito alla Resistenza italiana ed è rimasto ferito negli ultimi giorni di guerra. In seguito all'aggravamento delle ferite, è morto e non ha fatto in tempo a sposarsi.
- Regina, ragazza che ha avuto una figlia da Nicola. Di famiglia forse un tantino bigotta, è stata respinta dai genitori e accolta da Camilla e dal resto della famiglia.
- Nicoletta, figlia lattante di Regina e Nicola, nata dopo la sua morte: è in corso una pratica perché abbia il riconoscimento della paternità.
- Enzo, vicino di casa (o meglio di soffitta) di Camilla. Italiano cresciuto tra Parigi e Il Cairo, aveva una fidanzata, morta anni prima. Una parte della sua storia passata appartiene al libro di Fausta Cialente Ballata levantina[1].
- La nonna, madre di Camilla, vive in una casa di campagna, dove l'intera famiglia ha trascorso gli ultimi anni di guerra. Ha avuto le due figlie (Anna e Camilla) piuttosto tardi, verso i quarant'anni.
- Il Rosso, ricco proprietario terriero, vicino della nonna, aiuta Camilla e le fa la corte con discrezione.
- Matelda, amica facoltosa di Camilla, ha aiutato la famiglia con generosità. È sposata a un uomo che la tradisce, ma non si separa da lui per motivi economici.
- Dario, marito di Camilla e padre dei suoi figli, ma anche di una bimba nata fuori dal matrimonio.
- Paula Raquel, 9 anni, figlia di Dario e di una portoghese con lo stesso nome, morta da tempo.

## Opere derivate
Dal romanzo è stato tratto lo sceneggiato televisivo in 4 puntate Camilla, andato in onda nel 1976, diretto da Sandro Bolchi e con Giulietta Masina nel ruolo della protagonista.

## Edizioni
- Fausta Cialente, Un inverno freddissimo, collana I Narratori di Feltrinelli n. 87, Milano: Feltrinelli, 1966
- Fausta Cialente, Un inverno freddissimo, collana Gli Astri n. 31, Milano: Feltrinelli, 1976
- Fausta Cialente, Un inverno freddissimo, a cura di Emmanuela Carbé, Milano: Nottetempo, 2022